# Zang Jiaxue
Zang Jiaxue (chinesisch 臧嘉雪, Pinyin Zang Jiaxue; * 21. November 1998) ist eine ehemalige chinesische Tennisspielerin.

## Karriere
Zang spielte hauptsächlich Turniere auf der ITF Women’s World Tennis Tour, wo sie einen Titel im Doppel gewinnen konnte.

## Turniersiege

### Doppel
| Nr. | Datum        | Turnier | Kategorie   | Belag | Partnerin | Finalgegnerinnen     | Ergebnis |
| --- | ------------ | ------- | ----------- | ----- | --------- | -------------------- | -------- |
| 1.  | 1. Juli 2017 | Anning  | ITF $15.000 | Sand  | Sun Xuliu | Feng Shuo Kang Jiaqi | 6:2, 6:4 |